# Пежо тип 15
Пежо тип 15 (фр. Peugeot Type 15) је био аутомобил ниже средње класе произведен између 1897. и 1902. од стране француског произвођача аутомобила Пежо у њиховој фабрици у Оданкуру. У том периоду је произведено 276 јединица.
Аутомобил је покретао Пежоов четворотактни, двоцилиндрични мотор снаге 5-8 КС и запремине 2423 cm³. Мотор је постављен хоризонтално позади и преко ланчаног преноса давао погон на задње точкове. Максимална брзина је била 30 км/ч.
Међуосовинско растојање је 1450 мм. Дужина возила је 2300 мм и висина 140 цм. Облик каросерије је био фетон са местом за четири особе.
Чарлс Стјуарт Ролс, који је заједно са Хенри Ројсом оснивач чувене компаније Ролс-Ројс 1906. године, поседовао је Пежо тип 15 и 1902. године основао представништво у Британији за продају Пежоа и других француских аутомобила. Алберто Сантос Думон купио је Пежо тип 15 док је боравио у Француској , а касније га је извезао у своју домовину Бразил.

## Галерија
- Пежо тип 15
- Пежо тип 15